# Alain Altinoglu

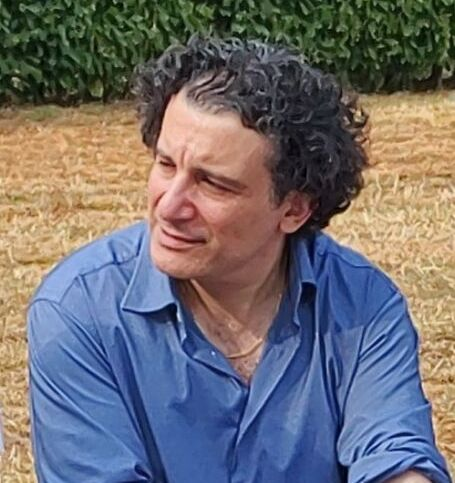
Alain Altinoglu auf dem Rheingau Musik Festival, 2023

Alain Altinoglu (* 9. Oktober 1975 in Paris) ist ein französischer Dirigent. Seit 2021 ist er  Chefdirigent des hr-Sinfonieorchesters.

## Leben
Alain Altinoglu, der armenische Wurzeln hat, begann seine musikalische Ausbildung am Conservatoire National Supérieur de Musique et de Danse de Paris. Nach Abschluss seines Studiums am Konservatorium unterrichtete er dort zehn Jahre und übernahm 2014 die Dirigierklasse.
Im September 2017 gab Alain Altinoglu sein erfolgreiches Debüt bei den Berliner Philharmonikern und trat im Januar 2018 bei der Mozartwoche als Dirigent der Wiener Philharmoniker auf. Als Gastdirigent leitet er regelmäßig Orchester wie die Wiener Philharmoniker, Berliner Philharmoniker, London Symphony Orchestra, Boston Symphony, Chicago Symphony, Philadelphia Orchestra, Cleveland Orchestra, City of Birmingham Symphony Orchestra, Philharmonia Orchestra, Danish National Symphony Orchestra, Royal Stockholm Philharmonic Orchestra, Staatskapelle Dresden, Staatskapelle Berlin, Rundfunk-Sinfonieorchester Berlin, Symphonieorchester des Bayerischen Rundfunks, Radio-Symphonieorchester Wien, Tonhalle-Orchester Zürich sowie die führenden Pariser Orchester.
Alain Altinoglu ist an großen Opernhäusern weltweit zu Gast. Neben der Metropolitan Opera New York, Royal Opera House Covent Garden, Teatro Colón Buenos Aires, Wiener Staatsoper, Opernhaus Zürich, De Munt Brüssel, Deutsche Oper Berlin, Staatsoper Unter den Linden, Bayerische Staatsoper, München und den drei Pariser Opernstandorten gastiert er regelmäßig bei den Festspielen in Bayreuth, Salzburg, Orange und Aix-en-Provence.
Alain Altinoglu dirigierte erstmals 2011 als Gast am Brüsseler Opernhaus La Monnaie. Im September 2015 gab La Monnaie seine Ernennung als Chefdirigent des Hauses ab Januar 2016 bekannt bis 2031. In der Spielzeit 2017/18 dirigierte Altinoglu Neuproduktionen von Wagners Lohengrin sowie Poulencs Dialogues des Carmélites, beide in der Regie von Olivier Py, sowie Bartóks Der wunderbare Mandarin und Herzog Blaubarts Burg, in einer neuen Doppelvorstellung inszeniert von Christophe Coppens.
Alain Altinoglu widmet sich auch dem Liedgesang. Er begleitet regelmäßig die Mezzosopranistin Nora Gubisch, seine Ehefrau, am Klavier.
Seine Verbindung zum Festival de Radio France et Montpellier hat sowohl zu Uraufführungen geführt, als auch zu Erstaufnahmen von Opern, darunter Pascal Dusapins Perelà, uomo di fumo, Édouard Lalos Fiesque (2006) und zur französischen Erstaufführung von Bernard Herrmanns Wuthering Heights.
Zu Beginn der Saison 2021/2022 wurde Altinoglu zunächst für einen Zeitraum von drei Jahren Chefdirigent des hr-Sinfonieorchesters. Im Mai 2023 wurde die Zusammenarbeit bis 2028 verlängert.

## Diskographie
- Maurice Ravel: Mélodies. Mezzosopran: Nora Gubisch (Naïve)
- Bernard Herrmann: Wuthering Heights. Orchestre national de Montpellier. Laura Aikin, Boaz Daniel, Yves Saelens, Marianne Crebassa
- Édouard Lalo: Fiesque. Orchestre national de Montpellier. Roberto Alagna, Michelle Canniccioni, Béatrice Uria-Monzon, Franck Ferrari (Deutsche Grammophon)
- Henri Duparc: Mélodies. Mezzosopran: Nora Gubisch (Cascavelle)
- Éric Tanguy: Le dernier jour de Sénèque. Erzähler: Michel Blanc (Virgin Classic)
- Éric Tanguy: Cellokonzerte. Orchestre National de France. Violoncello: Anne Gastinel (Naïve)
- Alexandre Tansman: Le Serment. Orchestre Philharmonique de Radio-France. Devellereau, Bou, Dallis, Haidan, Gabriel
- Henryk Górecki: 3. Sinfonie. Sopran: Ingrid Perruche. Sinfonia Varsovia (Naïve)
- Pascal Dusapin: Perelà, uomo di fumo. Orchestre national de Montpellier. Graham-Hall, Gubisch, Perraud, Juipen (Naïve)
- Arthur Honegger: Jeanne d’Arc au bûcher (DVD). Testud, Lemieux, Ruf, Inszenierung: Jean-Paul Scarpitta

## Auszeichnungen
- Prix de la critique Argentine 2005 meilleur chef de l’année.
- Victoire de la musique classique 2008, meilleur DVD pour Arthur Honegger: Jeanne au bûcher (DVD).
- Orphée du meilleur enregistrement de musique lyrique contemporaine 2008 pour Arthur Honegger: Jeanne au bûcher

## Belege
1. ↑  „At the age of only 35, Paris-born Alain Altinoglu can already look back on an impressive and successful conducting-career.“ Alain Altinoglu – biography (Memento vom 6. April 2012 im Internet Archive)
2. ↑  Konzertkritik aus „Seen and Heard International“. In: Seen and Heard International. (seenandheard-international.com [abgerufen am 18. Oktober 2017]).
3. ↑  Mozartwoche Salzburg, Mi, 31. Jänner 2018. Archiviert vom Original (nicht mehr online verfügbar) am 1. Februar 2018; abgerufen am 1. Februar 2018.
4. ↑  „Alain Altinoglu – Music Director of La Monnaie“. (PDF) Théâtre Royal de la Monnaie, 4. März 2016, archiviert vom Original am 4. März 2016; abgerufen am 15. November 2019 (englisch).
5. ↑  https://www.forumopera.com/dix-propositions-pour-remplacer-dudamel-a-lopera-de-paris/
6. ↑  Programme (Opéra). Abgerufen am 18. Oktober 2017 (französisch).
7. ↑  Alain Altinoglu wird neuer Chefdirigent des hr-Sinfonieorchesters Frankfurt. In: hr-sinfonieorchester.de. Hessischer Rundfunk, 5. Dezember 2019, abgerufen am 8. Dezember 2019 (deutsch).
8. ↑  Altinoglu bleibt Chefdirigent des hr-Sinfonieorchesters, musik-heute.de, 3. Mai 2023, abgerufen am 28. Juni 2023.

| Personendaten    | Personendaten                                 |
| ---------------- | --------------------------------------------- |
| NAME             | Altinoglu, Alain                              |
| KURZBESCHREIBUNG | französischer Dirigent armenischer Abstammung |
| GEBURTSDATUM     | 9. Oktober 1975                               |
| GEBURTSORT       | Paris                                         |